# 小行星1590
小行星1590（1590 Tsiolkovskaja）是一颗围绕太阳公转的小行星。1933年7月1日，格利果利·N·諾伊明在克里米亚发现了此天体。
該小行星以俄羅斯火箭科學家康斯坦丁·齊奧爾科夫斯基命名。
这颗小行星的绝对星等为52.42219503278442等。